# Duldung (Aufenthaltsrecht)

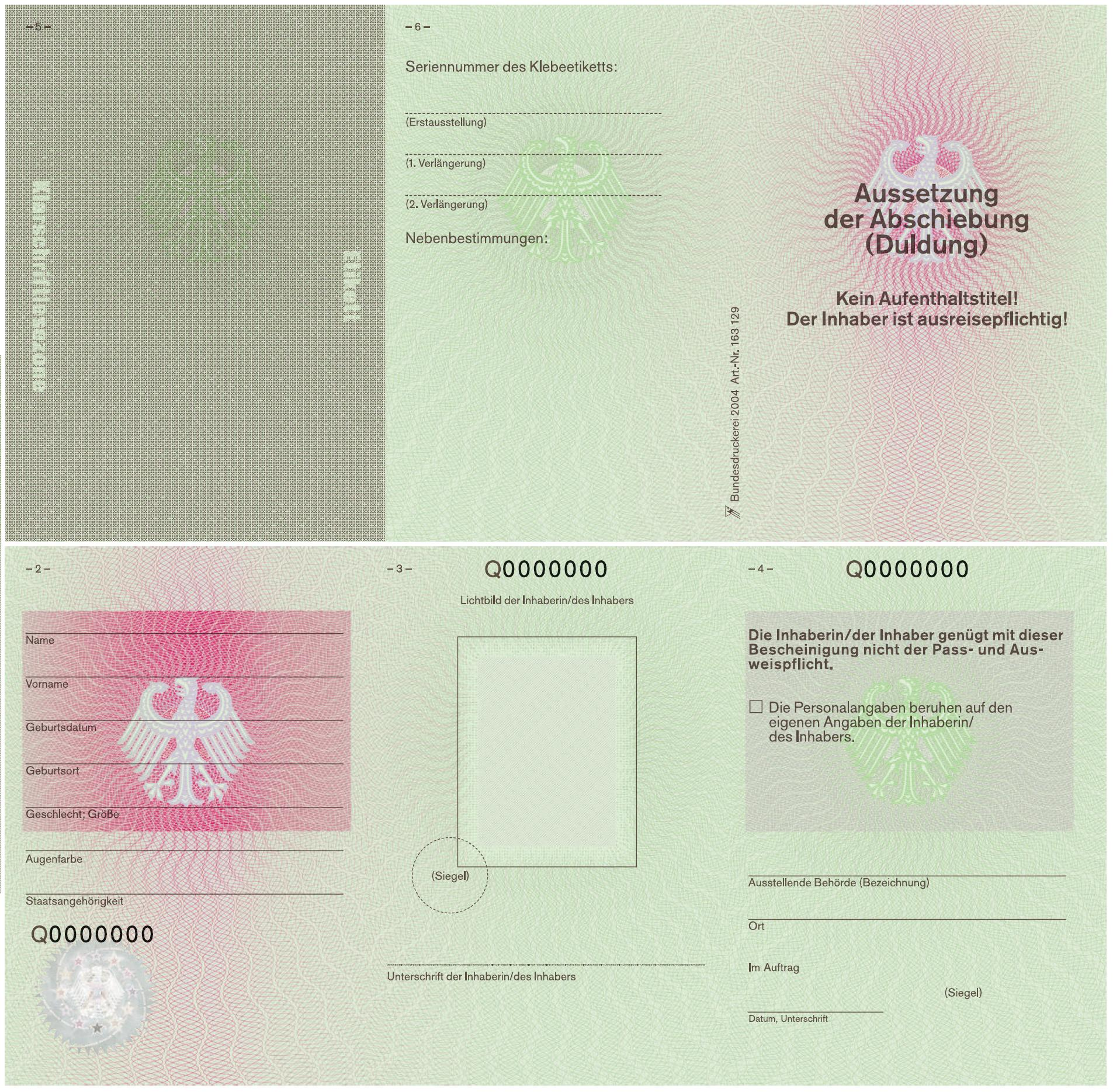
Muster des Trägervordrucks einer Duldung (Vor- und Rückseite)

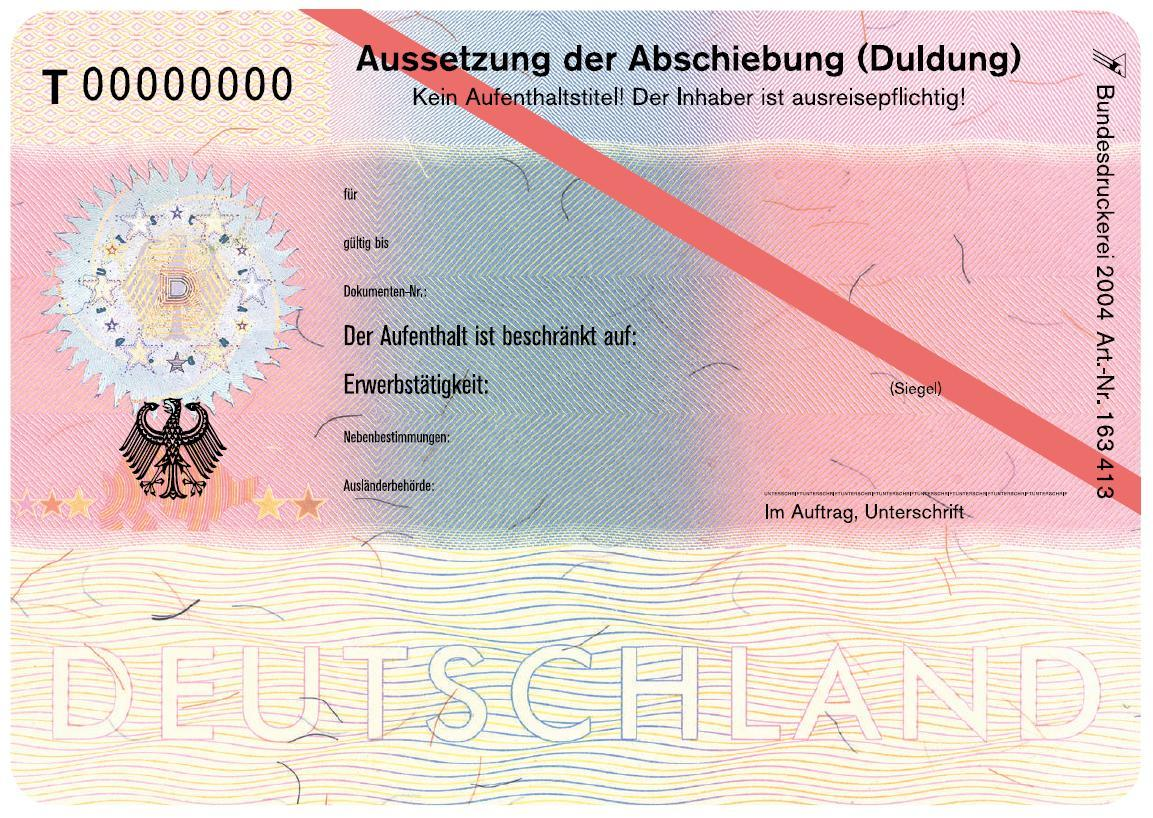
Klebeetikett für Trägervordruck

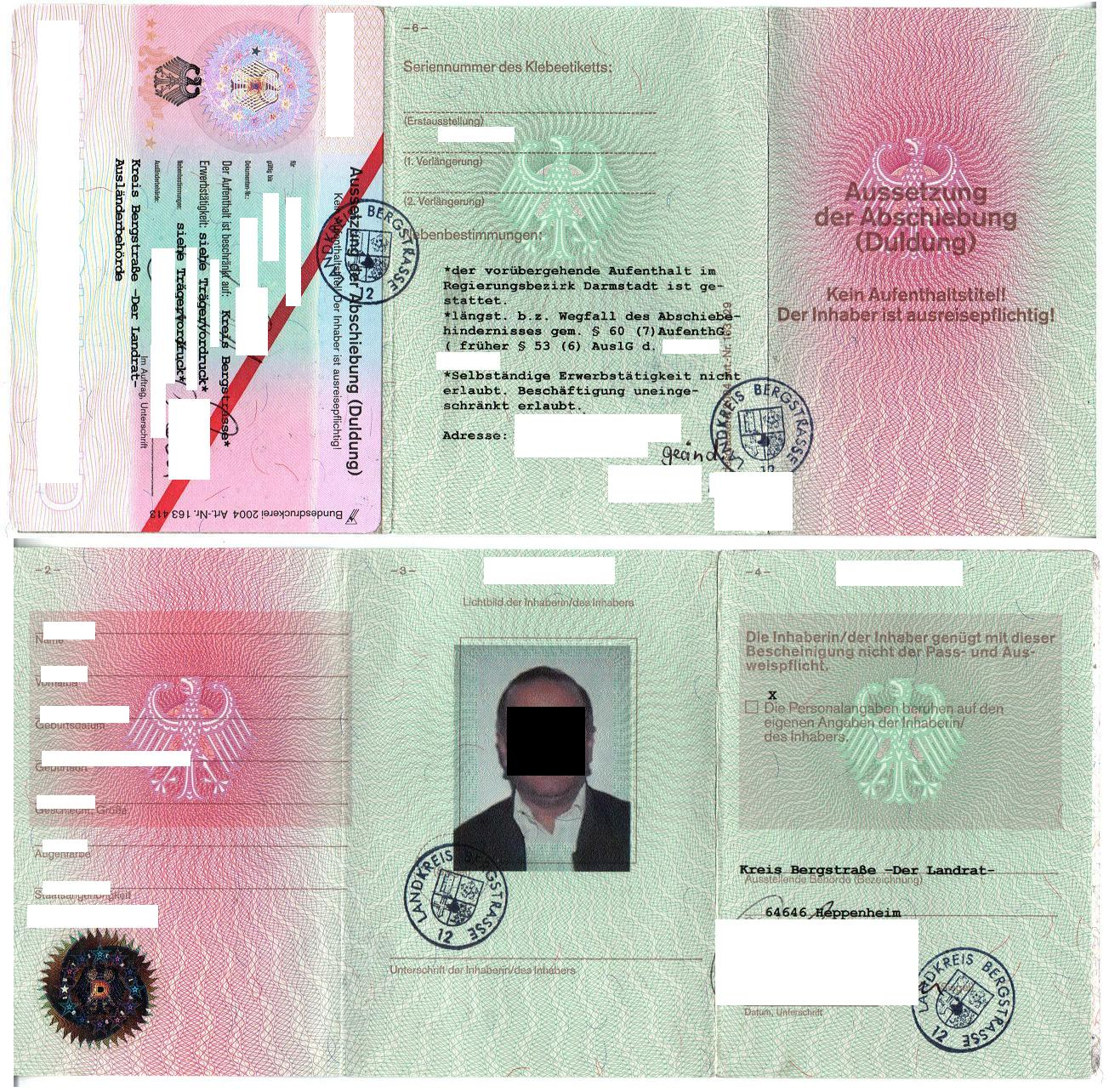
Echte Duldung mit aufgetragenem Klebeetikett. Personenbezogene Daten sind geschwärzt.

Die Duldung ist nach der Definition des deutschen Aufenthaltsrechts eine „vorübergehende Aussetzung der Abschiebung“ von vollziehbar ausreisepflichtigen Ausländern. Sie stellt keinen Aufenthaltstitel dar und begründet daher auch keinen rechtmäßigen Aufenthalt. Geduldete sind daher de jure weiterhin ausreisepflichtig.
§ 60 und § 60a Aufenthaltsgesetz (AufenthG) regeln, wessen Abschiebung ausgesetzt wird und wer aufgrund dessen eine Duldung erhält. Dies sind Fälle, in denen eine Abschiebung aus rechtlichen oder tatsächlichen Gründen (zunächst) nicht durchgeführt werden kann; insbesondere, wenn dem Betroffenen im Heimatland eine Verfolgung oder ein anderer schwerer Schaden (etwa die Todesstrafe, Folter oder Krieg) droht oder ihm die Ausreise aufgrund einer schweren Erkrankung nicht zuzumuten ist.
Die Duldung dient ausschließlich dazu, dem Ausländer zu bescheinigen, dass er ausländerbehördlich registriert ist und von einer Durchsetzung der bestehenden Ausreisepflicht für den genannten Zeitraum abgesehen wird. Der Aufenthalt eines Ausländers wird mit der Duldung zwar nicht rechtmäßig, jedoch entfällt mit der Duldung eine Strafbarkeit wegen illegalen Aufenthalts nach § 95 Abs. 1 Nr. 2 AufenthG, eine Strafbarkeit gem. § 95 Abs. 1 Nr. 1 AufenthG wegen selbst verschuldeter Passlosigkeit ist jedoch möglich.
Mit einer Duldung können Auflagen und Nebenbestimmungen verbunden werden. Die Duldung erlischt mit der Ausreise des Ausländers (§ 60a Abs. 5 AufenthG) und berechtigt nicht zur Rückkehr in die Bundesrepublik Deutschland. Ferner wird nicht geduldet, wer eine schwere Gefahr für die Sicherheit darstellt oder rechtskräftig zu mindestens drei Jahren Freiheitsstrafe verurteilt wurde (§ 60 Abs. 8 AufenthG).

## Erwerbstätigkeit
Grundsätzlich dürfen geduldete Personen nicht arbeiten, jedoch kann für die Dauer der Duldung die Aufnahme einer Beschäftigung gestattet werden. Hierbei handelt es sich jedoch um eine Ermessensentscheidung. Für die ersten drei Monate des Aufenthalts besteht ein Arbeitsverbot. Nach § 32 Beschäftigungsverordnung (BeschV) kann die Ausländerbehörde – nach Zustimmung der Agentur für Arbeit und einem mindestens dreimonatigen, erlaubten Aufenthalt im Bundesgebiet – eine entsprechende Genehmigung erteilen.
Seit dem 6. August 2019 unterliegt die Aufnahme einer Beschäftigung einer Person mit Duldung oder Aufenthaltsgestattung keiner Vorrangprüfung mehr. Zuvor fand hierfür bis zum fünfzehnten Monat des Aufenthalts eine Arbeitsmarktprüfung statt (Vorrang arbeitssuchender Inländer bzw. EU-Ausländer, Prüfung der Arbeitsbedingungen). Berufsausbildung, FSJ, FÖJ und Bundesfreiwilligendienst wurden von der Ausländerbehörde ohne Arbeitsmarktprüfung genehmigt (§ 32 BeschVerfV). Ebenso konnten bis zu 3-monatige Praktika ohne Arbeitsmarktprüfung von der Ausländerbehörde genehmigt werden (Par. 32 Abs. 2 Nr. 1 BeschVO). Nach einer Aufenthaltsdauer von 15 Monaten entfiel die Vorrangprüfung (Par. 32 Abs. 5 Nr. 2 BeschVO). Nach 4 Jahren erlaubtem, gestattetem oder geduldetem Aufenthalt entfiel die Arbeitsmarktprüfung völlig. Eine Zustimmung der Bundesagentur für Arbeit war dann nicht mehr erforderlich (Par. 32 Abs. 2 Nr. 5 BeschVO).
Die sonstigen Arbeitsbedingungen müssen weiterhin von der Bundesagentur für Arbeit geprüft und genehmigt werden.
Eine Beschäftigungserlaubnis darf gemäß § 60a AufenthG jedoch nicht erteilt werden, wenn bei dem Ausländer aus von ihm zu vertretenden Gründen aufenthaltsbeendende Maßnahmen (Abschiebung) nicht vollzogen werden können oder er sich in das Inland begeben hat, um Leistungen nach dem Asylbewerberleistungsgesetz zu erlangen. Die Beschäftigungserlaubnis wird von den Ausländerbehörden in Absprache mit dem zuständigen Regierungspräsidium erteilt, auf dessen Weisung die Ausländerbehörde die Duldung erlassen hat (Par. 60a Abs. 1 Satz 1 AufenthG, oberste Landesbehörde). Ein Versagungsgrund ist meist der fehlende Identitätsnachweis (Passlosigkeit), da dies ein selbst verschuldeter Grund ist, warum eine Abschiebung nicht vollzogen werden kann (Par. 60a Abs. 6 Satz 1 Nr. 2 AufenthG).
Personen aus sicheren Herkunftsländern (Par. 29a AsylG Anlage II) wird generell keine Beschäftigungserlaubnis erteilt, wenn der Asylantrag nach dem 31. August 2015 gestellt wurde (Par. 60a Abs. 6 Nr. 3 AufenthG).
Die Beschränkungen des Zugangs zum Arbeitsmarkt für Asylbewerber und Geduldete sind 2014 im Rahmen einer Verabredung zwischen Bund und Ländern zu „sicheren Herkunftsstaaten“ gelockert worden: so wurde im November 2014 das Arbeitsverbot für Geduldete von zwölf auf drei Monate und der Zeitraum der Vorrangprüfung von vier Jahren auf fünfzehn Monate verkürzt. Bis zum 30. Juni 2013 war die Erwerbstätigkeit Geduldeter noch nicht in der Beschäftigungsverordnung (BeschV), sondern in der damaligen Beschäftigungsverfahrensverordnung (BeschVerfV) geregelt.

## Räumliche Beschränkung
Inhaber einer Duldung dürfen sich nach dem als Residenzpflicht bekannten § 61 AufenthG nur in ihrem Bundesland aufhalten. Der Aufenthalt und die Wohnsitznahme können in Einzelfällen weiter, zum Beispiel auf einen Landkreis, beschränkt werden. Die Ausländerbehörde kann das Gebiet auch erweitern, wenn geduldete Personen eine unbeschränkte Arbeitsberechtigung besitzen, Ausbildungszwecke dies erfordern oder die Erweiterung der Aufrechterhaltung der Familieneinheit dient. Für ein kurzfristiges Verlassen des Bundeslandes benötigt der Inhaber einer Duldung eine Verlassenserlaubnis; diese ist entbehrlich, wenn er Termine bei Behörden und Gerichten, bei denen sein persönliches Erscheinen erforderlich ist, wahrnehmen will (§ 12 Abs. 5 Satz 3 AufenthG). Die räumliche Beschränkung erlischt, wenn sich der Betroffene seit drei Monaten ununterbrochen erlaubt, geduldet oder gestattet im Bundesgebiet aufhält (§ 61 Abs. 1b AufenthG).

## Sozialleistungen (Unterhaltsleistungen)
Ein geduldeter Ausländer hat grundsätzlich keinen Anspruch auf Arbeitslosengeld II (ALG) oder Sozialhilfe. Ein Ausländer mit einer Duldung nach § 60a AufenthG gehört im Regelfall zum Personenkreis der Leistungsberechtigten des Asylbewerberleistungsgesetzes (AsylbLG) (vgl. § 1 Abs. 1 Nr. 4 AsylbLG). Davon gibt es nur eine Ausnahme, die in der Praxis sehr selten ist: Duldungsinhaber, die in der Vergangenheit einmal vom Bundesamt für Migration und Flüchtlinge (BAMF) als Asylberechtigte anerkannt wurden, sind gemäß § 1 Abs. 2 und 3 AsylbLG nicht nach dem AsylbLG leistungsberechtigt. In der Praxis trifft dies zum Beispiel auf Ausländer zu, die ihren Aufenthaltstitel auf Grund von Ausweisungsverfügungen verloren haben.
Nach § 3 AsylbLG wird der notwendige Bedarf an Ernährung, Unterkunft (Gemeinschaftsunterkunft), Heizung, Kleidung, Gesundheits- und Körperpflege und Gebrauchs- und Verbrauchsgütern des Haushalts vorwiegend durch Sachleistungen gedeckt. Kann etwas nicht geleistet werden, kann es in Form von Wertgutscheinen oder anderen vergleichbaren unbaren Abrechnungen gewährt werden. Besonders bei langfristig geduldeten Personen kommt es auch regelmäßig zu Barauszahlungen bzw. Überweisungen. Medizinische Behandlungen werden nur in sehr eingeschränkter Form gewährt (vgl. § 4 AsylbLG).
Außerdem erhält jeder ausreisepflichtige Ausländer, der Leistungen nach § 3 AsylbLG bezieht, ab Beginn des 15. Lebensjahres (14 Jahre), monatlich 40,90 Euro (für unter 14-Jährige sind es 20,45 Euro). Viele geduldete bzw. vollziehbar ausreisepflichtige Ausländer erhalten jedoch keine Bargeldleistungen und damit auch nicht den im § 3 AsylbLG enthaltenen Bargeldanteil von 40,90 € bzw. 20,45 €. Dies ist dann der Fall, wenn die Leistungen nach dem AsylbLG gemäß § 1a AsylbLG auf das im Einzelfall nach den Umständen unabweisbar Gebotene eingeschränkt werden. Typische Beispiele für Geduldete, die einer solchen Leistungseinschränkung unterliegen, sind Ausländer, die die deutschen Behörden am Vollzug einer Abschiebung hindern (z. B. durch fehlende Mitwirkung bei der Passbeschaffung, Täuschung über die Identität etc.).
Nach 18 Monaten können unter gewissen Voraussetzungen höhere Analogleistungen nach § 2 AsylbLG in Anspruch genommen werden. Damit erhalten geduldete Ausländer Leistungen analog zum Sozialgesetzbuch (SGB XII) und bekommen somit die Leistung eines regulären Sozialhilfeempfängers inkl. den Leistungen von Mitgliedern einer gesetzlichen Krankenversicherung, ohne dass sie tatsächlich dort Mitglied werden würden (vgl. § 264 SGB V). Mit wenigen Ausnahmen sind geduldete Ausländer, die dann Leistungen nach § 2 AsylbLG analog zum SGB XII erhalten, normalen Sozialhilfeempfängern gleichgestellt. Unterschiede bestehen darin, dass Teile des AsylbLG weiterhin auf diese geduldeten Ausländer Anwendung finden und dass ein Leistungsberechtigter nach dem AsylbLG im Gegensatz zum Empfänger von Arbeitslosengeld 2 nach dem SGB II (allgemeinsprachlich „Hartz-IV-Empfänger“ genannt) nicht oder nur sehr schwierig sanktioniert werden kann, wenn dieser eine zumutbare Erwerbstätigkeit nicht annimmt. Demnach sind geduldete Leistungsberechtigte nach dem AsylbLG teilweise sogar besser gestellt als Empfänger von Arbeitslosengeld II.
Kinder- und Jugendhilfe kann ebenfalls in Anspruch genommen werden.

## Bildung
Ein Rechtsanspruch auf die kostenfreie Teilnahme an einem Integrationskurs besteht nicht, weil hierfür ein förmliches Aufenthaltsrecht erforderlich ist (§ 44 Abs. 1 AufenthG). Wer einen Teilnahmeanspruch nicht oder nicht mehr besitzt, kann jedoch im Rahmen verfügbarer Kursplätze zur Teilnahme zugelassen werden (§ 44 Abs. 4 AufenthG).
In einem Teil der Bundesländer gilt für alle Kinder und Jugendlichen (auch unbegleitete minderjährige Flüchtlinge), auch geduldete, die Schulpflicht (Grundschule und Sekundarstufe 1, bzw. Sonderschule, insgesamt 9 oder 10 Jahre Vollzeitschulpflicht), wobei kurz- und längerfristige Duldung teils unterschiedlich betrachtet wird. In einem Teil der Bundesländer folgt die Berufsschulpflicht (bis zum Beginn des Halbjahres, in dem die Schülerin/der Schüler volljährig wird). (Zur Schulpflicht bei unsicherem Aufenthaltsstatus siehe auch: Schulpflicht (Deutschland)#Asylbewerber, Ausländer ohne Aufenthaltsstatus.)
Wenn die Voraussetzungen (Zeugnisse, Deutschkenntnisse etc.) zur Aufnahme eines Studiums erfüllt sind und die Universität bzw. Hochschule eine Zulassung zum Studium erteilt, ist ein Studium mit einer Duldung prinzipiell möglich, was in der Praxis aber auf gewisse Schwierigkeiten stoßen kann.
Auch ist es möglich, mit einer Duldung den Führerschein zu machen.
Geduldeten Ausländern, die ihren ständigen Wohnsitz im Inland haben, wird Ausbildungsförderung geleistet, wenn sie sich seit mindestens 15 Monaten ununterbrochen rechtmäßig, gestattet oder geduldet im Bundesgebiet aufhalten (§ 8 Abs. 2 a BAföG).

## Aufenthaltserlaubnis
Nach § 25 Abs. 5 AufenthG besteht nach 18 Monaten Duldungszeit ein Soll-Anspruch auf Erteilung einer Aufenthaltserlaubnis. Ein solcher Anspruch besteht jedoch nur dann, wenn der Ausländer unverschuldet an der Ausreise gehindert ist, die Unmöglichkeit der Abschiebung also nicht selbst verschuldet hat und auch eine freiwillige Ausreise unmöglich oder jedenfalls unzumutbar ist. Auch müssen grundsätzlich die allgemeinen Erteilungsvoraussetzungen gemäß § 5 Abs. 1 und 2 AufenthG vorliegen. Hiervon kann die Ausländerbehörde jedoch nach Ermessen absehen (§ 5 Abs. 3 Satz 2 AufenthG).

## Praxis
Zum 31. Dezember 2018 lebten 180.675 Ausländer mit einer Duldung in Deutschland. Die Praxis, Duldungen immer wieder zu verlängern, nennt man Kettenduldung. Viele der geduldeten Personen können weder freiwillig ausreisen noch abgeschoben werden, da sie keinen Pass besitzen und/oder ihre Herkunft bzw. Staatsangehörigkeit nicht zweifelsfrei geklärt ist und sich nur langwierig oder gar nicht klären lässt. Als Ursachen hierfür gelten die tatsächliche Unaufklärbarkeit der Identitätsdaten, insbesondere bei unbegleiteten Minderjährigen und Herkunftsstaaten mit unzuverlässigem Urkundenwesen, ein geringes Interesse der Herkunftsstaaten an der Rückkehr und eine damit verbundene zögerliche Bearbeitung oder Prüfung von Anfragen deutscher Behörden und die fehlende Mitwirkung der betroffenen Ausländer selbst.
Zum 31. Dezember 2019 lebten 202.400 Ausländer mit einer Duldung in Deutschland. 56.300 weitere waren ehemalige Geduldete, deren Ausreise „aus rechtlichen oder tatsächlichen Gründen“ seit mehr als 18 Monaten nicht möglich war.

## Bleiberecht
Am 17. November 2006 einigten sich die Innenminister der Länder auf ein Bleiberecht für geduldete Ausländer. Demnach sollte geduldeten Ausländern, die zum Zeitpunkt des Inkrafttretens der Regelung (Stichtag) mehr als sechs Jahre (mit Kindern) bzw. acht Jahre (ohne Kinder) in Deutschland leben, ein dauerhaftes Bleiberecht eingeräumt werden, wenn sie bis 2009 eine Arbeitsstelle nachweisen können. Dabei sollen durch den Kompromiss keine höheren Sozialleistungen anfallen. Ausgeschlossen waren Ausländer, die die Ausländerbehörde vorsätzlich über aufenthaltsrechtlich relevante Umstände getäuscht haben, insbesondere also in der Vergangenheit über ihre Identität täuschten. Ergänzend hierzu trat im August 2007 die gesetzliche Altfallregelung nach § 104a AufenthG in Kraft. Diese ist mittlerweile jedoch ausgelaufen.
Ende 2011 wurden Forderungen nach einer erneuten Bleiberechtsregelung für geduldete Ausländer laut. Schleswig-Holstein und Rheinland-Pfalz legten Vorschläge für eine erneute, diesmal jedoch stichtagsunabhängige gesetzliche Bleiberechtsregelung vor.
Ein Vorschlag mit Stichtagsregelung wurde von BAMF-Leiter Frank-Jürgen Weise Ende Mai 2016 gemacht.

## Aufenthaltserlaubnis für gut integrierte Geduldete
Gemäß dem seit 1. Januar 2009 geltenden § 18a AufenthG und dem seit 1. Juli 2011 geltenden § 25a AufenthG erhalten geduldete Personen unter bestimmten Voraussetzungen eine Aufenthaltserlaubnis, wenn sie als junge Menschen im Alter zwischen 15 und 20 Jahren seit mindestens sechs Jahren in Deutschland leben, hier erfolgreich die Schule besuchen, eine Berufsausbildung oder ein Studium aufnehmen. Ein Bleiberecht für bisher Geduldete kommt auch in Frage, wenn sie eine Ausbildung abschließen oder eine mehrjährige qualifizierte Erwerbstätigkeit im Bundesgebiet ausgeübt haben. Auch in diesen Fällen ist die Aufenthaltserlaubnis für Personen ausgeschlossen, die behördliche Maßnahmen zur Aufenthaltsbeendigung vorsätzlich hinauszögern oder behindern.
Ferner wird nach dem seit 1. August 2015 geltenden § 25b AufenthG geduldeten Ausländern, die sich „nachhaltig in die Lebensverhältnisse der Bundesrepublik Deutschland integriert“ haben, eine Aufenthaltserlaubnis erteilt. Sie müssen hierfür acht Jahre in Deutschland gelebt haben (bzw. sechs Jahre im Falle einer Familie bzw. vier Jahre oder inländischen Schul- oder Berufsabschluss im Falle von Jugendlichen und Heranwachsenden). Hinzu kommen Voraussetzungen bzgl. ihres Bekenntnisses zur freiheitlichen demokratischen Grundordnung, bestimmter Rechtskenntnisse, der Sicherung des Lebensunterhalts, der Sprachkenntnisse und ggf. des Schulbesuchs, und es dürfen keine Hinderungsgründe wie z. B. fehlende Mitwirkung bei der Beseitigung von Ausreisehindernissen oder ein Ausweisungsinteresse (im Sinne von § 54 AufenthG Absatz 1 oder Absatz 2 Nummer 1 und 2) vorliegen. Auch ihre Eltern, Geschwister, Ehegatten oder Lebenspartner können dann ein Bleiberecht bekommen.

### Chancen-Aufenthaltsrecht
Seit dem 1. Januar 2023 bekommen Ausländer ohne bisherigen Aufenthaltstitel, die zum Stichtag 31. Oktober 2022 fünf Jahre im Land gelebt haben und nicht straffällig geworden sind, ein „Chancen-Aufenthaltsrecht“ (§ 104c AufenthG). Sie haben dadurch 18 Monate Zeit, um die Voraussetzungen für einen langfristigen Aufenthalt (§ 25a bzw. § 25b AufenthG) zu erfüllen. Dazu gehören unter anderem Deutschkenntnisse und die Sicherung des eigenen Lebensunterhalts. Sie müssen zudem „die erforderlichen und ihm zumutbaren Maßnahmen für die Identitätsklärung ergriffen“ haben.

## Ausbildungsduldung
Wer eine mindestens zweijährige Berufsausbildung aufnimmt oder aufgenommen hat, hat seit Inkrafttreten des Integrationsgesetzes am 6. August 2016 unter bestimmten Voraussetzungen einen Rechtsanspruch nach § 60a Abs. 2 AufenthG auf die Erteilung einer Duldung für die Dauer der Ausbildung. Hierfür ist erforderlich, dass kein Arbeitsverbot nach § 60a Abs. 6 AufenthG vorliegt, keine konkreten Maßnahmen zur Aufenthaltsbeendigung bevorstehen und keine strafrechtliche Verurteilung in einem bestimmten Umfang vorliegt. Bei der Ausbildung muss es sich um eine „qualifizierte Berufsausbildung in einem staatlich anerkannten oder vergleichbar geregelten Ausbildungsberuf“ handeln. Der Abschluss des Ausbildungsvertrages muss der Ausländerbehörde zu einem Zeitpunkt mitgeteilt werden, zu dem noch keine konkreten Maßnahmen zur Beendigung des Aufenthaltes bevorstehen. Der Ausbildungsvertrag sollte auch bei der zuständigen Handelskammer eingereicht werden. Die Duldung gilt nach § 18a bei anschließender ausbildungsadäquater Beschäftigung für zwei weitere Jahre („3+2-Regel“). Die Bezeichnung „3+2-Regelung“ stammt daher, dass die meisten Berufe eine dreijährige Ausbildung erfordern.
Mit dem Migrationspaket von 2019 wurden die Regeln für eine Ausbildungsduldung überarbeitet. Seitdem können auch kürzere Ausbildungen in Helfer- bzw. Assistenzberufen zu einer Ausbildungsduldung führen, sofern sich daran eine qualifizierte Berufsausbildung anschließt, hierzu eine Ausbildungsplatzzusage vorliegt und dies einen Mangelberuf betrifft.
Seit dem 1. Januar 2020 ist die Ausbildungsduldung in § 60c AufenthG geregelt.

## Belege
1. ↑  Klaus Dienelt: Duldung: Was ist eine Duldung und mit welchen Rechten ist sie verbunden? Bundeszentrale für politische Bildung, 13. September 2016, abgerufen am 27. Mai 2018.
2. ↑  Ausführliche Darstellung von Fällen in denen eine Duldung erteilt wird (Memento des Originals vom 5. Juli 2017 im Internet Archive)  Info: Der Archivlink wurde automatisch eingesetzt und noch nicht geprüft. Bitte prüfe Original- und Archivlink gemäß Anleitung und entferne dann diesen Hinweis. vom niedersächsischen Flüchtlingsrat
3. ↑  § 32 BeschV n.F. (neue Fassung) in der am 06.08.2019 geltenden Fassung durch Artikel 2 V. v. 22.07.2019 BGBl. I S. 1109, buzer.de
4. ↑  Verordnung zur Änderung der Verordnung zum Integrationsgesetz und der Beschäftigungsverordnung Vom 22. Juli 2019 BGBl. 2019 I S. 1109
5. ↑  Änderung § 32 BeschV vom 06.11.2014, buzer.de
6. ↑  Änderung § 32 BeschV vom 11.11.2014, buzer.de
7. ↑  BeschVerfV, buzer.de
8. ↑  Vgl. Harmening: Wir bleiben draußen, Schulpflicht und Schulrecht von Flüchtlingskindern in Deutschland (Memento vom 23. August 2006 im Internet Archive), 2005 (PDF; 1,4 MB).
9. ↑  Studium mit Duldung oder Aufenthaltsgestattung, Informationen des Flüchtlingsrates Berlin, abgerufen am 24. Dezember 2011.
10. ↑  Ausländische Bevölkerung nach aufenthaltsrechtlichem Status. Statistisches Bundesamt, abgerufen am 30. Juni 2019.
11. ↑  "Wie viele Flüchtlinge leben in Deutschland?" mediendienst-integration.de, abgerufen am 19. Juni 2020
12. ↑  „Zuwanderung: Koalition einigt sich beim Bleiberecht“. In: Zeit Online. 13. März 2007, archiviert vom Original (nicht mehr online verfügbar) am 15. März 2007.;
„Geduldete Ausländer müssen sich bewähren“, Meldung vom 13. März 2007, www.handelsblatt.com.
13. ↑  Aktuelle Infos und Ländererlasse zur bundesweiten Umsetzung der Bleiberechts- und Altfallregelungen, Flüchtlingsrat Berlin.
14. ↑  BR-Drs. 773/11, PDF-Dok. 713 kB.
15. ↑  Beschlussvorlage Rheinland-Pfalz zur Innenministerkonferenz, Dezember 2011, PDF-Dok. 2,5 MB.
16. ↑  Bleiberecht: BAMF-Chef Frank-Jürgen Weise fordert Stichtagsregelung für geduldete Ausländer. In: Kölnische Rundschau. rundschau-online.de, 21. Mai 2016, archiviert vom Original am 8. Juli 2023; abgerufen am 18. Februar 2025.
17. ↑  Infos zum mit dem Arbeitsmigrationssteuerungsgesetz eingeführten § 18 a AufenthG, Flüchtlingsrat Berlin, abgerufen am 24. Dezember 2011;

Kommentierung und Ländererlasse zu § 25a AufenthG, Informationen des Flüchtlingsrates Berlin, abgerufen am 24. Dezember 2011.
18. ↑  Die Bleiberechtsregelungen gemäß §§ 25a und b des Aufenthaltsgesetzes und ihre Anwendung. (PDF) Der Patitätische Gesamtverband, November 2017, abgerufen am 20. Januar 2018. S. 12.
19. ↑  Volker Müller: Deutscher Bundestag - Einführung eines „Chancen-Aufenthaltsrechts“ beraten. Abgerufen am 16. November 2022.
20. ↑  Chancenaufenthaltsrecht: Wie viele Personen betrifft es? In: Mediendienst Integration. 3. November 2022, abgerufen am 16. November 2022.
21. ↑  https://www.lto.de//recht/nachrichten/n/bundestag-chancen-aufenthaltsrecht-verabschiedet-bleiberecht-kritik-dav/
22. ↑  „9.3 Droht die Abschiebung oder muss/kann eine Duldung erteilt werden?“ Abschnitt „Die Ausbildungsduldung“. Archiviert vom Original (nicht mehr online verfügbar) am 5. Juli 2017; abgerufen am 21. Mai 2017.  Info: Der Archivlink wurde automatisch eingesetzt und noch nicht geprüft. Bitte prüfe Original- und Archivlink gemäß Anleitung und entferne dann diesen Hinweis.
23. ↑  Der aktuelle Fall: Entscheidung des VGH Baden-Württemberg. Die Ausbildungsduldung. (PDF) In: Rundbrief Nr. 01/201. Flüchtlingsrat, 2017, archiviert vom Original (nicht mehr online verfügbar) am 29. April 2018; abgerufen am 28. April 2018.  Info: Der Archivlink wurde automatisch eingesetzt und noch nicht geprüft. Bitte prüfe Original- und Archivlink gemäß Anleitung und entferne dann diesen Hinweis. S. 12–14.
24. ↑  Nikolai Huke: Die Ausbildungsduldung im Spannungsfeld von Arbeitskraftausbeutung und Abschiebeorientierung. In: Anne Lisa Carstensen, Peter Birke, Nikolai Huke, Lisa Riedner (Hrsg.): Geteilte Arbeitswelten. Konflikte um Migration und Arbeit. Beltz Juventa, Weinheim 2024, ISBN 978-3-7799-7914-2, S. 100–116.
25. ↑  Gesetz über Duldung bei Ausbildung und Beschäftigung im Bundesgesetzblatt verkündet. Abgerufen am 29. Juli 2021.
26. ↑  Berlin.de: Ausbildungs-Duldung (3+2-Regelung) - ein Überblick. 19. Dezember 2019, abgerufen am 29. Juli 2021.
27. ↑  Änderung § 60c AufenthG vom 1. Januar 2020, buzer.de,